# Sasad
Sasad egy városrész Budapest XI. kerületében.

## Fekvése
- Határai: Márton Áron tér (korábban Kis Ferenc tér, illetve Farkasréti tér) – Érdi út – Németvölgyi út – Hegyalja út – Dayka Gábor utca – Brassó út – Budaörsi út – Nagyszeben út – Rétköz utca – Gazdagréti út – Nagyida utca – Törökbálinti út a Márton Áron térig.

## Története
A környék egy 13. századi falu nevét viseli, amely ma már pontosan meg nem állapítható helyen, errefelé terült el. Egy része később királyi birtok volt, míg a másik a Nána-Beszer nembéli Berki nemzetségé.
A török hódoltság után Burgersbergnek nevezték. 1847-ben a dűlőkeresztelő során kapta a mai nevét. A kiterjedt szőlőbirtokokat a filoxéra pusztította el az 1880-as években. Ezután a területet újraparcellázták. Eleinte gyümölcsösekkel, hétvégi telkekkel és nyaralókkal, később családi házakkal, értékes villákkal és kisebb, zöldövezeti társasházakkal, valamint lakóparkokkal népesült be. A Sas-hegy déli lejtőjén a Dayka Gábor utcai lakótelep 1976–1980 között épült.

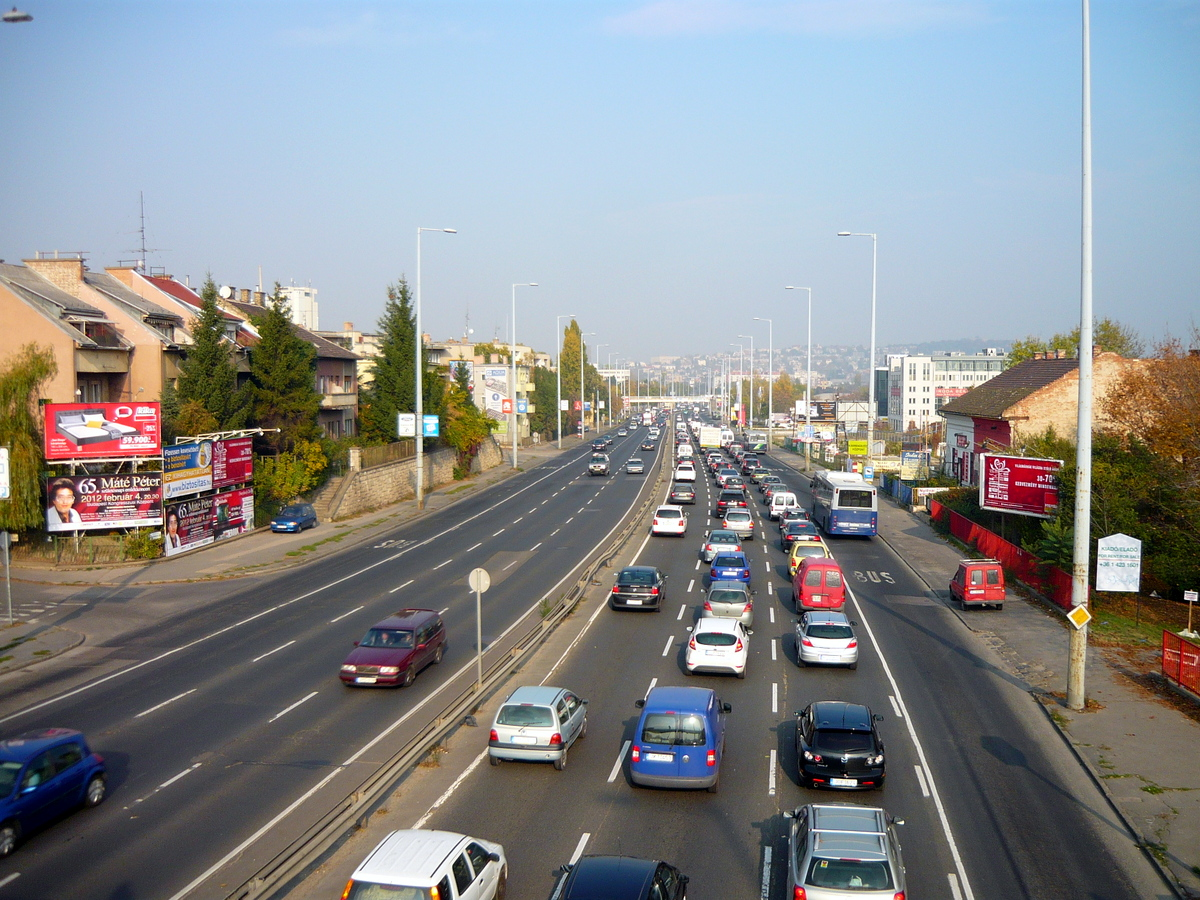
A városrész keleti határát jelentő Budaörsi út a Bozókvár utca torkolatánál (balra Sasad)